# .kw
.kw è il dominio di primo livello nazionale assegnato al Kuwait.